# Balthazar Gerbier

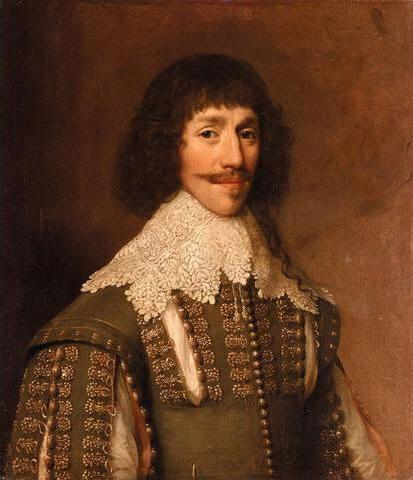
Balthazar Gerbier

Balthazar Gerbier (Middelburg, 13 februari 1592 - 1663) was een Nederlands schilder, bouwmeester, diplomaat, letterkundige en kolonist.

## Leven
Gerbier werd geboren te Middelburg. Bij zijn doop in de Franse kerk werd hij naar Balthasar de Moucheron genoemd. In 1613 ging hij naar Londen en werd daar schilder en gunsteling van de hertog van Buckingham. Na diens gewelddadige dood in 1628 trad hij in dienst van koning Karel I. Als politiek agent van de koning in Brussel kwam hij in betrekking tot Peter Paul Rubens en Maria de Medici en reisde hij in veel streken van het vasteland. Hij onthulde in 1634 de Samenzwering der Edelen. 
Na de dood van Karel I in 1649 keerde Gerbier via Frankrijk terug naar de Nederlanden. Later ondernam hij de stichting van een kolonie in Guyana, maar die ondervond veel tegenspoed. Persoonlijke wederwaardigheden konden zijn ondernemingsijver niet verzwakken, of zijn hartstocht voor het maken van plannen en het doen van ‘constrycke inventiën’ bedwingen. Hij overleed waarschijnlijk in 1663.

## Werk
Gerbier schreef talrijke werken in het Engels, enkele in het Frans; in het Nederlands schreef hij:
- Eere ende clachtdicht ter eeren van Henricus Goltius, schilder en plaetsnyder, overl. tot Haerlem den 29 Dec. 1617, door Balth. Gerbier ('s-Gravenhage 1620)
- Memorandum nopens de oprichting van eene Publ. constleerplaatse in de stad Middelburgh
- Cryghsarchitecture (Delft 1652)

- Bibliothèque nationale de France: cb12156790t (data)
- Biografisch Portaal: 98083714
- Digitale Bibliotheek voor de Nederlandse Letteren: gerb002
- Gemeinsame Normdatei: 122576217
- International Standard Name Identifier: 0000 0000 6642 7470
- Library of Congress Control Number: n84107731
- Nationale bibliotheek van Australië: 35952692
- Nederlandse Thesaurus van Auteursnamen: 070045755
- RKD-Nederlands Instituut voor Kunstgeschiedenis: 31040
- SNAC: w65t6h78
- Système universitaire de documentation: 067348467
- Trove: 1160492
- Union List of Artist Names: 500018359
- Virtual International Authority File: 7428681
- WorldCat: E39PCjG8qfYdTGHwH4gfh4kFcd